# پریوزرنی (شهرستان روبتسوفسکی، سرزمین آلتای)
پریوزرنی (به لاتین: Priozerny) یک منطقهٔ مسکونی در روسیه است که در سرزمین آلتای واقع شده‌است.